# Humanitaire interventie
Een humanitaire interventie is een gewapend ingrijpen door een staat, een groep staten of een internationale organisatie in een andere staat, zonder dat deze daar toestemming voor heeft gegeven, met als doel massale mensenrechtenschendingen te beëindigen. Ontwikkelingshulp is nadrukkelijk geen vorm van humanitaire interventie, omdat het geen militair ingrijpen behelst en de staat toestemming heeft gegeven. Voorbeelden van humanitaire interventies zijn alle interventies van het internationale comité van het Rode Kruis, het NAVO-ingrijpen in Kosovo (1999) en de VN-missie in Somalië (1992-1995).

## Soevereiniteit versus mensenrechten
Humanitaire interventies zijn omstreden. Twee concepten in de internationale politiek botsen namelijk met elkaar: soevereiniteit en mensenrechten. 
Enerzijds domineert sinds de 19e eeuw in de internationale betrekkingen de gedachte van non-interventie, die inhoudt dat staten zich niet bemoeien met de aangelegenheden van een andere staat. Op eigen grondgebied zijn landen soeverein; regering en volk bepalen zelf de politieke koers binnen de landsgrenzen. Anders zouden immers inmenging en oorlog de norm zijn. 

Vlag van de Verenigde Naties

Deze ongeschreven regel (hoezeer in de praktijk ook overtreden) werd tevens vastgelegd in het handvest van de Verenigde Naties. Artikel 2 (4) van het handvest verbiedt de lidstaten onderling geweld te gebruiken, en artikel 2 (7) stelt dat staten zich niet in de staatszaken van een andere staat mengen. Het geweldsverbod en niet-inmengingprincipe bevestigen dus de soevereiniteit van landen. Uitzondering hierop is het recht op zelfverdediging, als de eigen staat wordt aangevallen.
Anderzijds hebben staten zich in het verleden bekommerd om mensenrechten. Dictaturen kunnen zich namelijk achter het concept van soevereiniteit verschuilen om de meest gruwelijke schendingen te begaan. Het VN-handvest stelt daarom in hoofdstuk 7 dat bij internationale bedreiging van vrede en veiligheid wel met geweld mag worden ingegrepen. Voorstanders van humanitair ingrijpen vinden dan ook dat deze bepaling bij grove mensenrechtenschendingen boven het principe van soevereiniteit gaat, zoals vastgelegd in de artikelen 2 (4) en 2 (7). 
Het debat over de wenselijkheid van humanitaire interventies woedt tussen de restrictionisten, die tegen ingrijpen zijn, en de contra-restrictionisten (ook wel solidaristen genoemd). Zij plaatsen juist de bescherming van mensenrechten voorop en zien een ethische plicht voor staten om te interveniëren bij schendingen, zelfs als de soevereiniteit wordt geschonden.

## Kritiek op humanitaire interventies
Restrictionisten hebben verschillende punten van kritiek op humanitaire interventies:
- Precedentwerking: sta één interventie toe, en het hek is van de dam. Staten kunnen vervolgens ongebreideld interveniëren, omdat het lastig zal zijn een grens te trekken. Wanneer mag een staat wel en niet meer ingrijpen? De wereld dreigt dan weg te zinken in chaos en oorlog.
- Eigenbelang: staten zullen nooit vanuit puur humanitaire motieven interveniëren, onder het mom van een humanitaire interventie wil een staat slechts de eigen belangen dienen. Zo bestaat er discussie of de inval van de VS in Irak (2003) diende om de bevolking te bevrijden van dictator Saddam Hoessein, dan wel om de Amerikaanse invloed in de Golfregio en de olievoorraden veilig te stellen.
- Selectiviteit: lang niet elke schending kan worden aangepakt. De harde werkelijkheid is dat de wereld niet wakker ligt van de gruwelijke dictatuur van een obscure Afrikaanse leider, terwijl de schendingen in het veel dichter bij huis liggende Kosovo tot een grootscheepse interventie leidden.

## Voorwaarden: rechtvaardige oorlog
Zelfs wie het algemene principe aanvaardt dat interventies noodzakelijk zijn, moet zich afvragen wanneer precies staten geweld mogen gebruiken (ius ad bellum) en aan welke regels de interventie vervolgens is onderworpen (ius in bello). Deze set voorwaarden staat bekend als de doctrine van de rechtvaardige oorlog.
Ius ad bellum (Latijn, letterlijk: recht tot oorlog) houdt zich vooral bezig met de volgende vragen:
- Wie mag een humanitaire interventie plegen?

Het Westen oordeelt dat alleen staten die zelf de mensenrechten respecteren een humanitaire interventie mogen plegen. Het zou immers moreel onjuist zijn een dictatuur te laten ingrijpen om schendingen elders te stoppen. Voorts wordt de voorkeur gegeven aan het optreden van een groep staten of een internationale organisatie als de VN, om iedere schijn van eigenbelang te vermijden.
- Wanneer mogen staten ingrijpen?

Een eerste vereiste is dat alleen bij ernstige en grootschalige mensenrechtenschendingen als genocide mag worden ingegrepen. Minder ernstige schendingen kunnen beter door diplomatieke druk aangepakt worden. Ten tweede dient de interventie een laatste redmiddel te zijn, nadat eerst alle geweldloze drukmiddelen zijn toegepast (van demarche en diplomatieke druk tot economische sancties). Direct met soldaten binnenvallen brengt een oplossing niet dichterbij. Ten slotte moeten ook de intenties oprecht zijn: eigenbelang mag geen rol spelen.
Ius in bello (Latijn, letterlijk: recht tijdens oorlog) omvat feitelijk het oorlogsrecht, zoals vervat in de Geneefse Conventies: aan welke regels moeten staten zich tijdens gewapende strijd houden? Enkele aandachtspunten:
- Proportionaliteit: interveniërende staten moeten geen buitensporig geweld gebruiken. De humanitaire interventie mag niet met meer geweld gepaard gaan dan de mensenrechtenschendingen waaraan een einde wordt gemaakt.
- Doel: de humanitaire interventie moet erop zijn gericht schendingen te stoppen, niet om het regime omver te werpen of greep op de staat te krijgen. In de praktijk vormt deze eis een echter probleem, omdat de schendingen veelal door de staat worden gepleegd. Een verandering van regime is dan onvermijdelijk.

## Geschiedenis van de humanitaire interventie

### Negentiende-eeuwse interventies
Humanitaire interventies vonden reeds plaats tijdens de 19e eeuw, toen de Europese grootmachten meermaals intervenieerden in het Ottomaanse Rijk ten gunste van bedreigde christelijke minderheden. Eigenbelang speelde daarbij echter vaak een rol: de macht van de sultan nam zienderogen af, dus wilden de Europese machten hun territoriale invloed uitbreiden, onder het mom van humanitaire motieven.

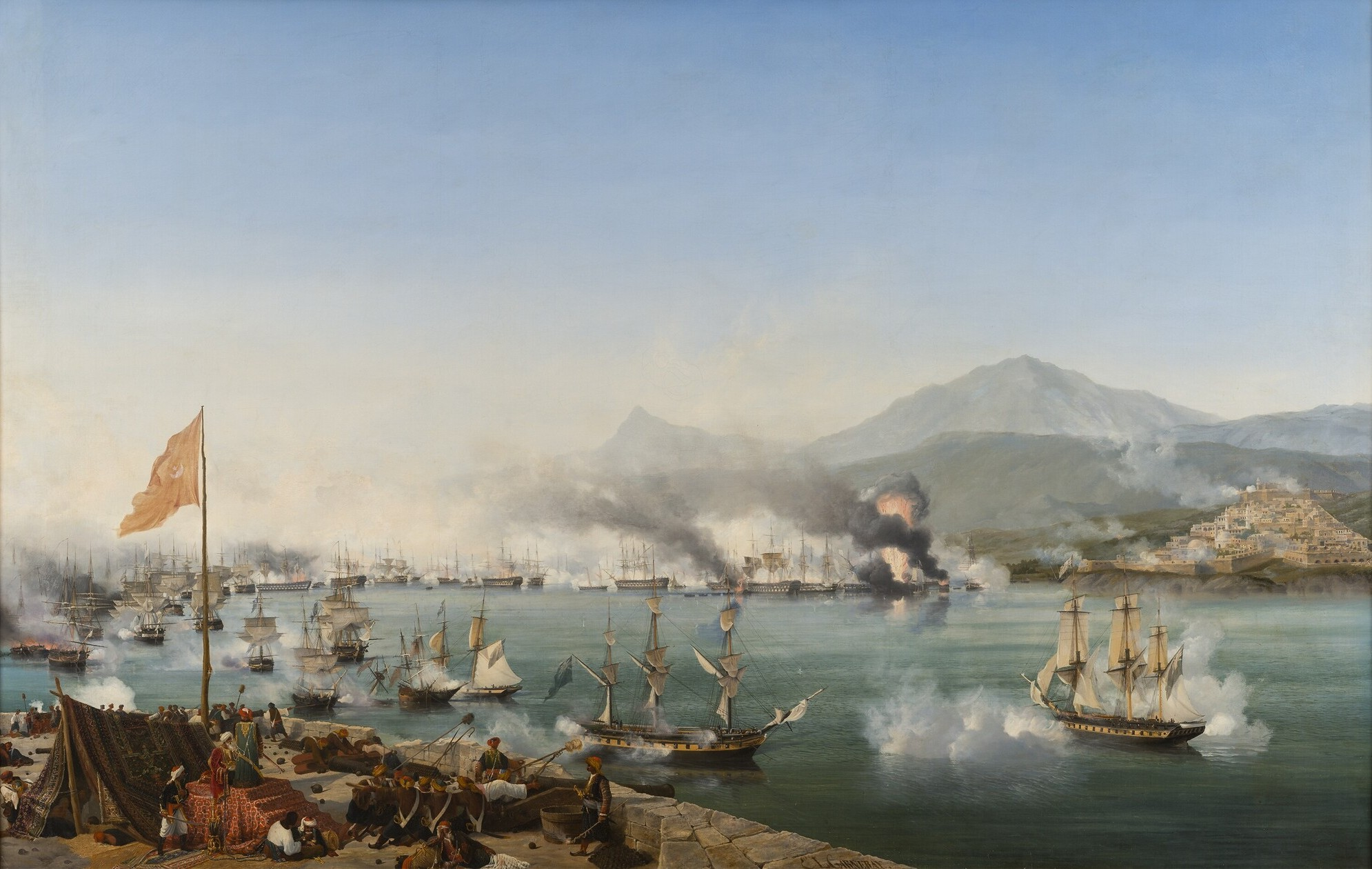
Slag bij Navarino

Griekse onafhankelijkheidsstrijd (1821-1829). De christelijke Grieken wilden een onafhankelijke staat, maar de Turkse sultan sloeg de opstand bloedig neer. Beide zijdes begingen wreedheden, waaronder etnische zuiveringen. De publieke opinie in Europa voelde zich echter sterk verbonden met de Griekse opstandelingen, die als beschaafde voorlopers van de Europese volkeren tegenover de barbaarse Turken werden gezet. Pas in 1827 grepen de grote mogendheden in: tijdens de Slag bij Navarino boorde een gezamenlijk eskader van Engeland, Frankrijk en Rusland de Turkse vloot in de grond. 
Bloedbad in Libanon (1860-1861). In 1860 richtten moslims een slachting aan onder katholieke christenen in Libanon, waarna ook in de Syrische hoofdstad Damascus een bloedbad plaatsvond. Europa was verbijsterd, en Frankrijk stelde voor een interventie te plegen. Een gezamenlijke troepenmacht landde vervolgens in Libanon, maar inmiddels had de sultan de situatie al onder controle. Bovendien stonden de Engelsen zeer argwanend tegenover het ingrijpen, omdat de interventiemacht vooral uit Franse troepen bestond – Londen verdacht Frankrijk ervan slechts haar invloed in het Midden-Oosten te willen uitbreiden.
Bulgaarse wreedheden (1875-1878). In Bulgarije begingen Turkse troepen massamoorden op de christelijke Bulgaren, wat tot grote morele verontwaardiging in Europa leidde. Rusland claimde het beschermheerschap van de christenen en verklaarde de sultan uiteindelijk de oorlog; in rap tempo marcheerden de Russische troepen op naar Constantinopel. Toch was er kritiek, toen bleek dat de Russen op hun beurt nietsontziende slachtingen onder de moslims aanrichtten en slechts gebiedsuitbreiding op de Balkan nastreefden.
Spaans-Amerikaanse oorlog (1898). In 1898 intervenieerden de Verenigde Staten met een troepenmacht op het eiland Cuba, toen nog een Spaanse kolonie. Spanje onderdrukte namelijk de eilandbevolking, die voor onafhankelijkheid streed: concentratiekampen, hongersnood en epidemieën veroorzaakten duizenden slachtoffers. Alhoewel de VS er inderdaad in slaagden de Spanjaarden op de knieën te dwingen, markeerde de oorlog tevens het begin van het Amerikaanse imperialisme. In de praktijk werd Cuba een protectoraat van de VS.

### Interventies tijdens de Koude Oorlog
Tijdens de Koude Oorlog hielden de westerse machten zich verre van humanitaire interventies, uit angst voor escalatie. Het waren juist landen in de derde wereld die interventies pleegden. Opvallend was vooral dat deze staten geen humanitaire legitimering aanvoerden, maar wel een positieve humanitaire uitkomst hadden.
Oorlog om Bangladesh (1971). Oost-Pakistan wilde verregaande onafhankelijkheid van Pakistan, dat echter hard optrad en een vluchtelingenexodus naar India veroorzaakte. India besloot tot een interventie, niet alleen om de schendingen te stoppen, maar ook om de vluchtelingenstroom een halt toe te roepen die een zware economische last betekende en aartsvijand Pakistan een hak te zetten. Ondanks het aantoonbare eigenbelang slaagde India er wel  in de schendingen te stoppen en een onafhankelijk Bangladesh te bereiken.

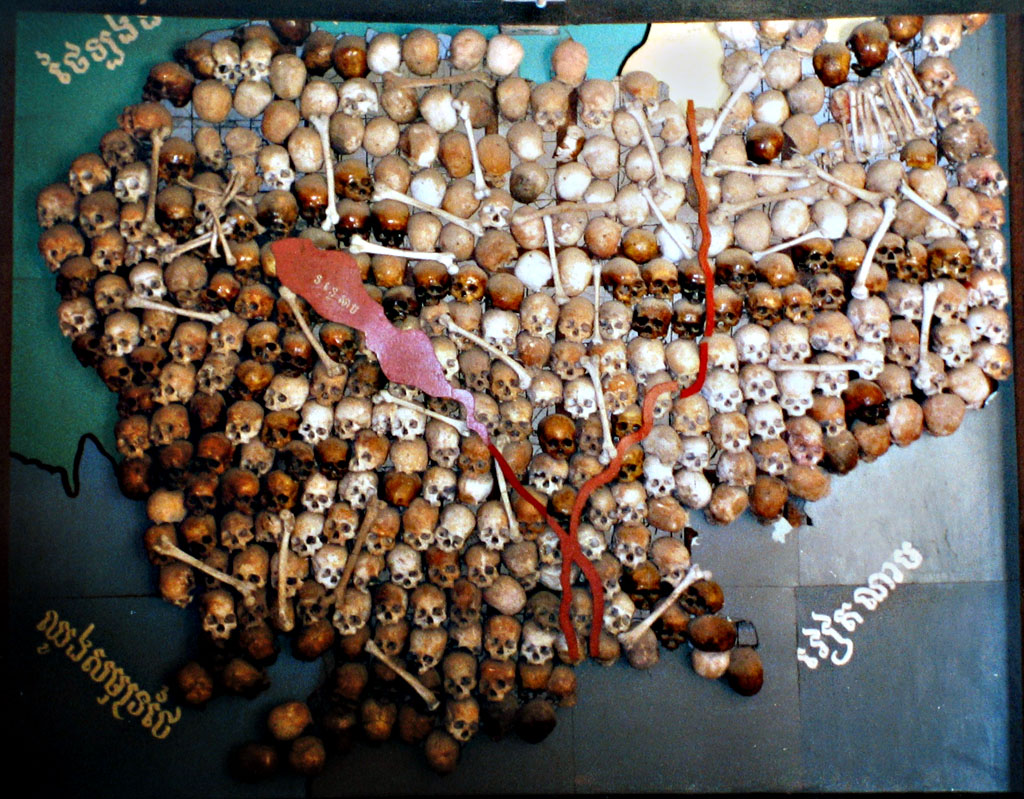
Schedels van slachtoffers van de genocide door de Rode Khmer

Vietnam intervenieert in Cambodja (1978-1979). In Cambodja beging de Rode Khmer onder leiding van Pol Pot systematische schendingen tegen de eigen burgerbevolking. Vietnam viel het land in 1975 binnen, zogenaamd uit zelfverdediging en om een volksopstand te steunen, maar in feite om Pol Pot uit het zadel te stoten. Dat lukte nog datzelfde jaar, waarna Vietnam een marionettenregime installeerde in de hoofdstad Phnom Penh. Alhoewel de internationale gemeenschap de interventie veroordeelde, wist Vietnam wel een eind te maken aan de gruwelijke slachtingen.

### Interventies sinds 1990
Sinds het einde van de Koude Oorlog is de angst voor wereldwijde escalatie afgenomen. Het Westen meende dat democratie en mensenrechten eens en voor altijd hadden gezegevierd. De Verenigde Naties zette zich steeds vaker in voor humanitaire VN-missies. 
- VN-Operatie Provide Comfort (1991) zette in Noord-Irak safe havens op voor de Koerdische bevolking. No-flyzones moesten de veiligheid van de Koerden waarborgen.
- VS-missie Restore Hope (1992) in Somalië moest de hongerende bevolking helpen overleven, maar liep op een mislukking uit: Amerikaanse soldaten komen om in de straten van Mogadishu. De VN nam het mandaat vervolgens over met UNITAF.
- VN-missie UNAMIR (1994) kon een genocide in Rwanda niet voorkomen, ondanks signalen ter plekke dat een slachting werd voorbereid.
- In Bosnië greep de VN in met de UNPROFOR-missie (1995), waar het echter de genocide in Srebrenica niet kon voorkomen. Het NAVO-bombardement op Servië – codenaam Allied Force (1999) – wist daarentegen wel de etnische zuiveringen in  Kosovo te stoppen.